# Ledomyia obscuripennis
Ledomyia obscuripennis är en tvåvingeart som beskrevs av Jean-Jacques Kieffer 1904. Ledomyia obscuripennis ingår i släktet Ledomyia och familjen gallmyggor. Inga underarter finns listade i Catalogue of Life.